# دانشگاه نابارا
دانشگاه نابارا (اسپانیایی: Universidad de Navarra‎؛ ‏ تلفظ اسپانیایی: [naˈβara]) یک دانشگاه خصوصی غیرانتفاعی در جنوب شرقی پامپلونا در اسپانیاست. این دانشگاه در سال ۱۹۵۲ میلادی توسط بنیان‌گذار اپوس دئی، خوزه ماریا اسکریوا پایه‌گذاری شد. دانشگاه نابارا همواره یکی از بهترین دانشگاه‌های خصوصی کشور اسپانیا بوده‌است. دانشکدهٔ حقوق این دانشگاه در سال ۲۰۲۱ بهترین دانشکدهٔ حقوق اسپانیا و رتبهٔ ۴۴ جهان را کسب کرد.
این دانشگاه ۶ شعبه (در پامپلونا، سان سباستیان، مادرید، بارسلون، مونیخ و نیویورک) و چندین مؤسسهٔ زیرمجموعه دارد و ۳۵ نوع مدرک دانشگاهی و همچنین ۳۸ رشتهٔ کارشناسی ارشد دارد.
دانشگاه نابارا یک بیمارستان آموزشی هم دارد که در آن، ۲۰۴۵ متخصص واجد شرایط، همه‌ساله بیش از ۱۰۰٬۰۰۰ بیمار را درمان می‌کنند؛ و دارای یک مرکز پژوهشی پزشکی (CIMA) است که در پنج زمینه اصلی تمرکز دارد: سرطان‌شناسی، علوم اعصاب، بیماری‌های قلب و عروق، ژن درمانی و پزشکی کبد.